# Les Pobles (Aiguamurcia)
Les Pobles es una entidad de población española del municipio de Aiguamurcia, perteneciente a la provincia de Tarragona, en la comunidad autónoma de Cataluña. En 2022, la entidad singular de población tenía empadronados 164 habitantes y el núcleo de población, 154.